# Cornelis Theodorus van Meurs
Cornelis Theodorus van Meurs ('s-Gravenhage, 13 november 1799 - 's-Gravenhage, 29 januari 1894) was een Nederlands militair en technocratisch politicus.
Van Meurs was een artillerie-officier en onder meer directeur van de stapel- en constructiemagazijnen in Delft en van de geschutsgieterij in Den Haag. Hij was minister van Oorlog in het kabinet-Rochussen tijdens de Oostenrijks-Italiaanse Oorlog, waarbij Limburg als deel van de Duitse Bond zijdelings betrokken was. Hij werd in de Tweede Kamer sterk bekritiseerd en trad daarop af. Van Meurs keerde daarna terug in militaire dienst.